# Jorge Rossy

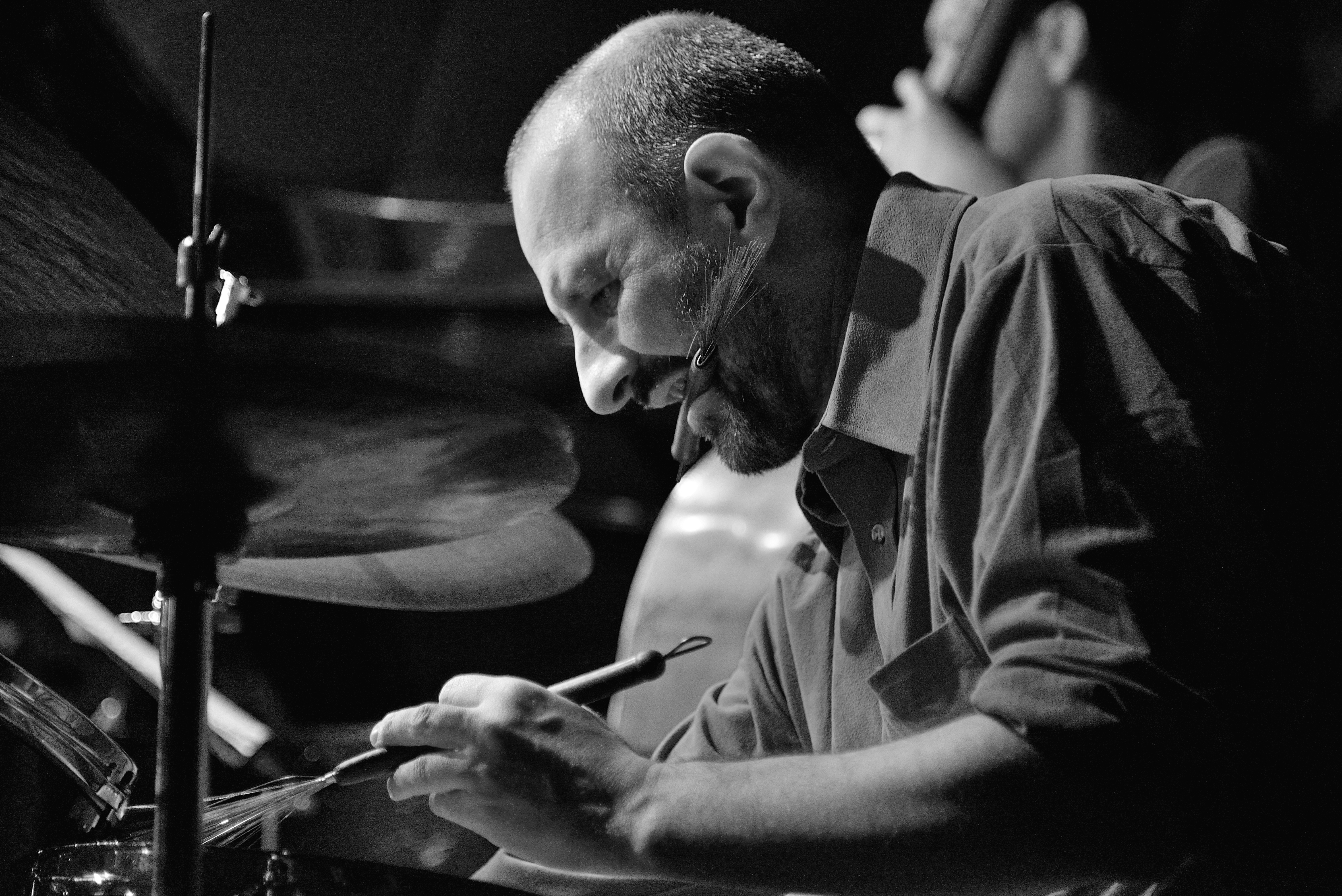
Jorge Rossy (2013)

Jorge „Jordi“ Rossy (* 21. August 1964 in Barcelona) ist ein spanischer Jazzmusiker (Schlagzeug, Piano, Vibraphon).

## Leben und Wirken
Rossy, dessen ältere Geschwister Mercedes und Mario Rossy gleichfalls Jazzmusiker waren bzw. sind, begann mit elf Jahren Schlagzeug zu spielen. In den 1980er Jahren arbeitete er zunächst in verschiedenen Gruppen von Lluís Vidal und Perico Sambeat, aber auch mit Tete Montoliu, Carles Benavent, Chano Domínguez sowie durchreisenden Musikern wie Woody Shaw, Kenny Wheeler, Jack Walrath oder Sal Nistico. 1989 ging er an die Berklee School of Music in Boston, um Trompete zu studieren.
In den 1990er-Jahren spielte er u. a. mit Joshua Redman, Kurt Rosenwinkel, Mark Turner und Paquito D’Rivera (und nahm u. a. mit Marc Johnson, Chick Corea, Jimmy Knepper sowie Danilo Pérez auf). Mit Seamus Blake spielte er 1995 in der Band „The Bloomdaddies“. Bekannt geworden ist er als Schlagzeug-Partner im Trio von Brad Mehldau zwischen 1995 und 2005 (mit Larry Grenadier am Bass).
Danach konzentrierte er sich aufs Unterrichten in San Sebastian und ab 2007 an der Hochschule für Musik in Basel. Neben Schlagzeug spielt er auch Klavier. Im Zuge seiner Lehrtätigkeit in Basel begann er, sich intensiv mit dem Vibraphon auseinanderzusetzen, welches mittlerweile eines seiner Hauptinstrumente ist. Im Bereich des Jazz war er zwischen 1985 und 2017 an 99 Aufnahmesessions beteiligt, u. a. auch mit Klaus Ignatzek, Joshua Redman, Chris Cheek, Ethan Iverson, Steve Swallow, Mayte Alguacil und Andy Scherrer.
Jorge Rossy lebt in Basel. Sein 1994 in Barcelona geborener Sohn Félix Rossy ist als Trompeter ebenfalls im Jazz verwurzelt.

## Diskographische Hinweise
- Iris Blues (Moskito, 2012), mit Felix Rossy, Raffi Garabedian, Ben Street, RJ Miller
- Enrico Pieranunzi/Jasper Somsen/Jorge Rossy: Common View (Challenge, 2020)
- Miguel Zenón, Ariel Bringuez, Demian Cabaud & Jordi Rossy: Law Years: The Music of Ornette Coleman (2021)
- Puerta (ECM, 2021), mit Rossy (Vibraphon, Marimba), Robert Landfermann (Bass), Jeff Ballard (Schlagzeug)[4]
- Su / Rossy / Girod: Three Trios (TCB 2024)[5]
- Jorge Rossy & Michael Kanan: Red on Maroon (2025)